# Gerd-Joachim von Fallois

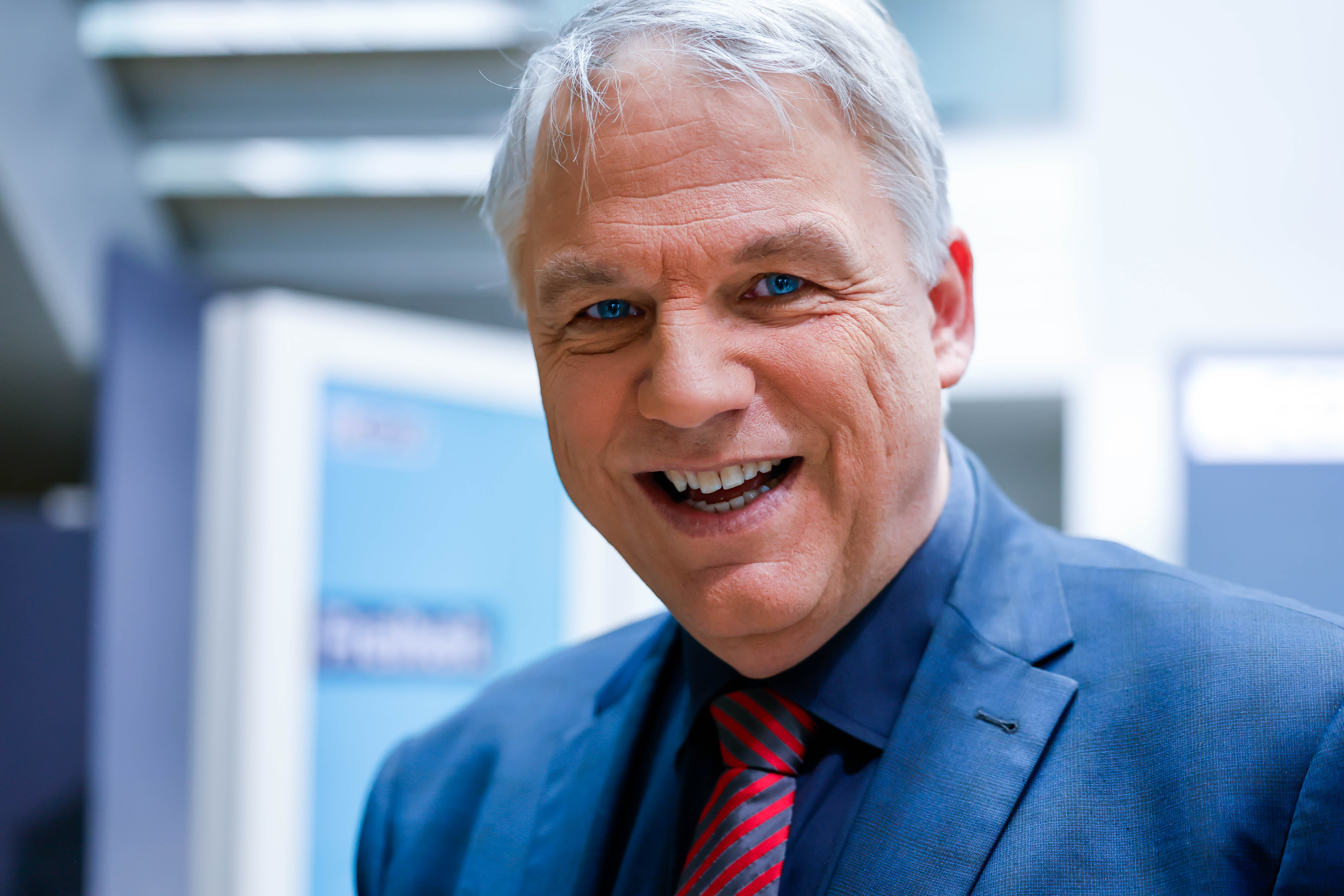
von Fallois (2024)

Gerd-Joachim von Fallois (* Dezember 1961 in Koblenz) ist ein deutscher Journalist.

## Leben und Wirken
Gerd-Joachim von Fallois wurde als Sohn des Offiziers und Ritterkreuzträgers Gerd Joseph von Born-Fallois (1913–1998) und dessen Frau Christa, geb. Rocholl, in Koblenz geboren und wuchs in Arnsberg im Sauerland auf. Nach dem Abitur am Städtischen Gymnasium Laurentianum Arnsberg 1981 leistete Gerd-Joachim von Fallois seinen Wehrdienst beim PSV-Bataillon 800 in der Oberharz-Kaserne in Clausthal-Zellerfeld. Zwischen 1983 und 1985 absolvierte er ein Volontariat beim Norddeutschen Rundfunk. Ab 1985 studierte er an der Rheinischen Friedrich-Wilhelms-Universität Bonn Politikwissenschaften und schloss als Magister Artium 1991 ab. Während dieser Zeit war von Fallois sowohl freier wie auch fester Mitarbeiter bei mehreren öffentlich-rechtlichen Rundfunkanstalten. Ab 1992 war er als Moderator, Korrespondent und Chef vom Dienst bei n-tv beschäftigt. Seit 2002 ist er als Korrespondent für den Sender Phoenix im ARD-Hauptstadtstudio tätig.
Von Fallois ist verheiratet, hat zwei Töchter und lebt in Berlin.

## Auszeichnungen (Auswahl)
- 2018: Preis der Bundespressekonferenz (gemeinsam mit Erhard Scherfer)